# DJ Fresh
DJ Fresh, de son vrai nom Daniel Edward Stein, né le 11 avril 1977, est un producteur, compositeur et disc jockey de musique électronique britannique. Il est l'un des principaux membres du groupe de drum and bass Bad Company avec Darren White (dBridge), Jason Maldini, et Michael Wojcicki (Vegas). il dirige également son propre label de drum and bass, Breakbeat Kaos, avec Adam F.
DJ Fresh publie son troisième album, Nextlevelism, en octobre 2012 chez Ministry of Sound, qui comprend les deux singles à succès Louder et Hot Right Now – les premiers axés dubstep et drum and bass à se classer premiers, respectivement – et The Power, The Feeling, Gravity et Gold Dust. DJ Fresh compte plus de 3 millions d'exemplaires vendus, deux singles à succès, et huit autres singles classés dans le top 10.

## Biographie

### Débuts etEscape from Planet Monday(1998–2008)
Avec trois des autres membres du groupe Bad Company, Fresh fonde le label discographique BC Recordings, et le site web Dogs on Acid. Le morceau The Nine de Bad Company, est publié en 1998 alors que Fresh n'a que 21 ans. The Nine est par la suite sélectionné comme meilleur morceau par les lecteurs du Knowledge Magazine.
Commençant sa carrière solo en 2002, Fresh fonde Breakbeat Punk, qui fusionne avec Kaos Recordings d'Adam F pour devenir Breakbeat Kaos en 2003. En 2004, Dogs on Acid aura sa propre emprunte. En 2006, Fresh publie son premier album studio, Escape from Planet Monday, qui comprend les singles The Immortal, X Project, Nervous et All that Jazz au label Breakbeat Kaos.

### Kryptoniteet succès (2009–2011)
En 2009, Fresh publie la version vinyle de Heavyweight (avec Fantasia en face B) au label Digital Soundboy. Heavyweight est stylistiquement différent de ce que fait habituellement Fresh, et est généralement bien accueilli par la presse spécialisée et la scène underground. Fresh publie ensuite Hypercaine (qui comprend un remix de Nero en septembre 2009 et atteint la playlist de la BBC Radio 1).
Le 1er août 2010, il réédite le morceau Gold Dust faisant participer Ce'Cile au chant, qui atteint les classements britanniques et irlandais. Le 16 août, il publie son deuxième album, Kryptonite, qui atteint la quatrième place de l'UK Dance Chart. Il publiera aussi le single Lassitude avec le duo Sigma. Il se classe 98e dans l'UK Singles Chart, et 11e de l'UK Dance Chart.

### Nextlevelismet succès continu (2011–2012)
Louder, le premier single de son troisième album, Nextlevelism, est publié le 3 juillet 2011. Le morceau fait partie d'une publicité pour Lucozade. Le morceau fait participer la chanteuse Sian Evans du groupe Kosheen, et atteint la quatrième place de l'Irish Singles Chart, devenant le premier morceau dubstep classé premier de l'UK Singles Chart.
Le 12 février 2012, le deuxième single, Hot Right Now, qui fait participer la chanteuse Rita Ora, est classé deuxième des classements britanniques, et devient le premier morceau drum and bass, aussi classé premier de l'UK Singles Chart. Le troisième single de l'album, The Power, fait participer le rappeur Dizzee Rascal, et est publié le 3 juin 2012. Après la sortie du quatrième single, The Feeling, qui fait participer le rappeur RaVaughn, le 23 septembre 2012, DJ Fresh publie son nouvel album Nextlevelism le 1er octobre 2012. Nextlevelism comprend les morceaux Hot Right Now, Louder, The Power, Gold Dust, et The Feeling, et fait participer Rita Ora, Dizzee Rascal, Rizzle Kicks, Professor Green, Ms Dynamite, The Fray et Liam Bailey.

### Quatrième album (depuis 2012)
Stein commence à travailler sur un quatrième album en 2012. Le premier single, Earthquake, est une collaboration avec Diplo et Dominique Young Unique. Le morceau est publié le 18 août 2013 et atteint la quatrième place de l'UK Singles Chart. Une version éditée, intitulée Motherquake, est produite et uniquement utilisée pour le film Kick-Ass 2. Le deuxième single de l'album, Dibby Dibby Sound, sample le morceau Dibby Dibby du producteur de moombahton Jay Fay et fait participer Ms. Dynamite au chant. Il est crédité sous DJ Fresh vs. Jay Fay. Le morceau reçoit le titre Hottest Record in the World par Zane Lowe. 
Le troisième single de l'album, Make U Bounce, est crédité sous DJ Fresh vs. TC featuring Little Nikki. Il s'agit d'une réédition du morceau encore non publié Make You Bounce (2012) publiée le 29 juin 2014. Le quatrième single, Flashlight, fait participer Ellie Goulding et est publié le 28 septembre 2014. Le cinquième single, Gravity, fait participer Ella Eyre et est publié le 8 février 2015. Il apparaît dans l'album Feline d'Eyre. Le sixième single, Believer, avec DJ Adam F, est publié le 7 juin 2015. How Love Begins est produit avec le DJ et producteur High Contrast, Dizzee Rascal, et Clare Maguire (sans crédit).

## Discographie

### Albums
- 2006 : Escape from Planet Monday [Breakbeat Kaos]
- 2010 : Kryptonite [Breakbeat Kaos]
- 2012 : Nextlevelism[14] [Ministry Of Sound]

### Maxis
- 2005 : Cactus Funk '02
- 2011 : Future Jungle [RAM Records]
- 2016 : How Love Begins [Ministry Of Sound]

## Distinctions
- 2013 : BRIT Awards - single britannique de l'année pour Hot Right Now (avec Rita Ora) (nommé)[15]